# Gomphostemma
Gomphostemma és un gènere, amb 62 espècies, d'angiospermes que pertany a la família de les lamiàcies.

## Taxonomia
| - Gomphostemma aborensis - Gomphostemma acaule - Gomphostemma arbusculum - Gomphostemma bartlettii - Gomphostemma callicarpoides - Gomphostemma chinense - Gomphostemma cinerea - Gomphostemma crinitum - Gomphostemma curtisii - Gomphostemma deltodon - Gomphostemma dentatum - Gomphostemma dichotomum - Gomphostemma dolichobotrys - Gomphostemma eriocarpum - Gomphostemma flavescens - Gomphostemma formosana - Gomphostemma furfuraceum - Gomphostemma grandiflorum - Gomphostemma hainanense - Gomphostemma hemsleyanum - Gomphostemma heyneanum - Gomphostemma inopinatum - Gomphostemma insuave - Gomphostemma intermedium - Gomphostemma javanicum - Gomphostemma keralensis - Gomphostemma lacei - Gomphostemma lacteum - Gomphostemma latifolium - Gomphostemma leptodon - Gomphostemma lucidum | - Gomphostemma luzonense - Gomphostemma macrophyllum - Gomphostemma mastersii - Gomphostemma melissaefolium - Gomphostemma membranifolium - Gomphostemma microcalyx - Gomphostemma microdon - Gomphostemma multiflorum - Gomphostemma nayarii - Gomphostemma niveum - Gomphostemma nutans - Gomphostemma oblongum - Gomphostemma ovatum - Gomphostemma parviflorum - Gomphostemma parvum - Gomphostemma pedunculatum - Gomphostemma petiolare - Gomphostemma philippinarum - Gomphostemma phlomoides - Gomphostemma pseudo - Gomphostemma racemosum - Gomphostemma rugosum - Gomphostemma scortechinii - Gomphostemma stellato - Gomphostemma strobilinum - Gomphostemma sulcatum - Gomphostemma sumatrense - Gomphostemma thomsoni - Gomphostemma velutinum - Gomphostemma viride - Gomphostemma wallichii |